# Lucena del Puerto

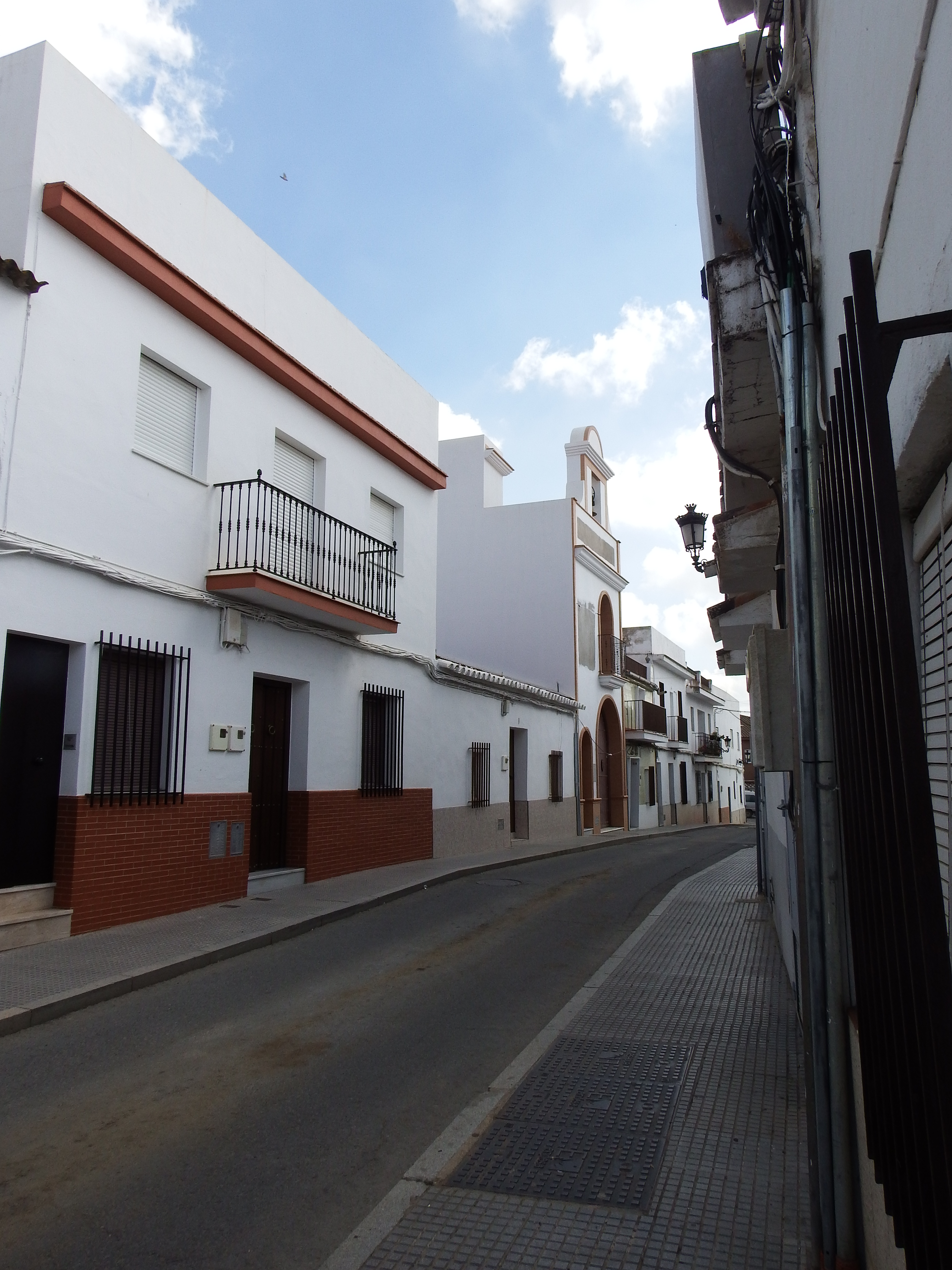

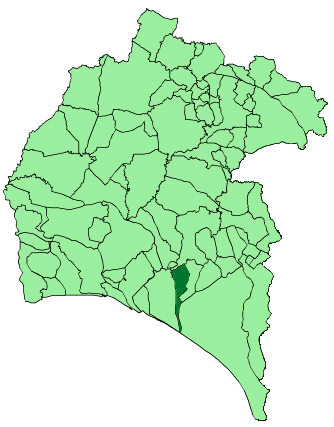
Bản đồ Lucena del Puerto, Huelva

Lucena del Puerto là một đô thị ở tỉnh Huelva, Tây Ban Nha. Theo điều tra dân số năm 2005, đô thị này có 2.283 dân. Năm 2007, ước dân số là 2624 người. Đô thị này có diện tích 69 km² và mật độ dân số 38,03 người/km².
Tại đây có công viên tự nhiên Doñana, là một khu vực bảo tồn sinh thái lớn ở châu Âu.

## Lịch sử dân số
Lucena del Puerto